# Petit Don
Der Petit Don ist ein Fluss in Frankreich, der in der Region Pays de la Loire verläuft. Er entspringt im südwestlichen Gemeindegebiet von Challain-la-Potherie, entwässert generell in westlicher Richtung und mündet nach rund 20 Kilometern im Gemeindegebiet von Petit-Auverné als linker Nebenfluss in den Don. Auf seinem Weg berührt der Petit Don die Départements Maine-et-Loire und Loire-Atlantique.

## Orte am Fluss
(Reihenfolge in Fließrichtung)
- La Guillotière, Gemeinde Challain-la-Potherie
- La Chapelle-Glain
- Petit-Auverné

## Sehenswürdigkeiten
- Château de la Motte-Glain, Schloss aus dem 15. Jahrhundert, am Flussufer, im Gemeindegebiet von La Chapelle-Glain – Monument historique[4]